# Rue du Pont-de-Tounis
Pour les articles homonymes, voir Rue du Pont.
La rue du Pont-de-Tounis (en occitan : carrièra del Pont de Tonis) est une voie de Toulouse, chef-lieu de la région Occitanie, dans le Midi de la France.

## Situation et accès

### Description
La rue du Pont-de-Tounis est une voie publique. Elle se trouve dans le quartier des Carmes, dans le secteur 1 - Centre.
La chaussée ne compte qu'une seule voie de circulation automobile en sens unique, du quai de Tounis vers la rue de la Dalbade. Elle est définie comme une zone de rencontre et la vitesse y est limitée à 20 km/h. Il n'existe pas de bande, ni de piste cyclable, quoiqu'elle soit à double-sens cyclable.

### Voies rencontrées
La rue du Pont-de-Tounis rencontre les voies suivantes, dans l'ordre des numéros croissants (« g » indique que la rue se situe à gauche, « d » à droite) :
1. Quai de Tounis
2. Avenue de la Garonnette - accès piéton (g)
3. Rue des Couteliers (g)
4. Rue de la Dalbade (d)

### Transports
La rue du Pont-de-Tounis est parcourue et desservie par la navette Ville. Les stations de métro les plus proches sont la station Carmes, sur la ligne de métro , et Esquirol, sur la ligne .
La station de vélos en libre-service VélôToulouse la plus proche est la station no 26 (9 rue Henri-de-Gorsse).

## Odonymie
La rue du Pont-de-Tounis tient son nom du pont de Tounis, le plus vieux pont de Toulouse, construit au XVIe siècle sur la Garonnette entre la ville et l'île de Tounis.
Au XIIIe siècle, la partie est de la rue avait le nom de descente de Garonne (devalata Garumnae en latin, 1281), puisqu'elle n'était alors qu'un simple chemin qui descendait vers le fleuve. On lui trouvait, à la même époque, le nom de rue des Bains-de-la-Dalbade (carraria balneorum Dealbate, 1294), rappelant la présence de bains publics qui utilisaient les eaux de la Garonne. C'est au XVe siècle, après la construction d'un premier pont, en bois, que la rue est appelée rue de la Descente-du-Pont-de-Tounis (carriera vocata a la Valada del Pont de Thonis en occitan, 1446). Après la construction du pont, un escalier étroit fut aménagé afin de permettre l'accès au fleuve (emplacement de l'actuel no 8), d'où vient le nom de rue de l'Échelle-de-Tounis qu'on trouve au milieu du XVIe siècle,.

## Patrimoine et lieux d'intérêt

### Immeubles
- no  5 : Maison de l'Occitanie.
L'école élémentaire Fabre est construite en 1897, à l'emplacement des bains de la Samaritaine qui avaient été acquis par la ville en 1880 pour la création d'une école de garçons. L'école, devenue école de filles, est agrandie en 1932 par l'achat d'immeubles contigus à l'école dans la rue des Couteliers (anciens no 1 à 11) qui sont démolis et remplacés par la construction d'un nouveau bâtiment sous la direction de l'architecte de la ville Jean Montariol. L'école devient par la suite une annexe du collège Clémence-Isaure. Des travaux sont réalisés entre 2007 et 2010 pour restructurer ces bâtiments qui sont attribués à Convergence occitane et à la Maison de l'Occitanie qui y ouvre un Conservatoire occitan, l'école Calandreta Sent Çubran et une salle polyvalente[3].

- no  10-12 : brasserie de Strasbourg (ou Haffner).
Le bâtiment est construit en 1888 sur les plans de l'architecte Jacques Lacassin pour Fritz Haffner, propriétaire de la brasserie de Strasbourg, fondée en 1851, et qui occupe les lieux depuis 1859. Cet Alsacien, originaire de Niedermorschwihr, est issu d'une famille de brasseurs. La brasserie disparaît en 1971. La façade, de style éclectique, utilise la polychromie des briques roses et claires. Elle s'organise de façon symétrique autour de la travée centrale où s'ouvre la porte cochère, dont l'agrafe centrale est ornée d'un homme dont le ventre est un tonneau et qui tient une chope de bière à la main : Gambrinus, roi mythique de Flandre et de Brabant, symbole des amateurs de bière. La porte est encadrée de pilastres qui soutiennent un balcon en pierre[4].

### Pont de Tounis
Le pont de Tounis, construit entre 1516 et 1526, est le plus vieux pont de Toulouse. Il permettait de relier l'île de Tounis en franchissant le petit bras de la Garonne, la Garonnette. Les travaux, confiés aux maçons Jean Jordain et Antoine Peyrin, semblent s'étirer sur plus de dix ans. Le pont, entièrement maçonné en brique, est composé de trois arches qui reposent sur deux piles équipées d'éperons. Il est édifié en pente, le dénivelé de l'île de Tounis se trouvant 5 mètres plus bas que celui de la terrasse sur laquelle est construite la ville. Au XIXe siècle, les constructions se multiplient le long de la Garonnette, ne laissant plus visible que deux arches du pont. En 1954, lorsque la Garonnette est asséchée, le niveau de la voie nouvelle – l'avenue de la Garonnette – est établi plus haut, réduisant d'un tiers la hauteur des arches. Enfin, à la suite de travaux de rénovation en 2010, le pont a été couvert d'un enduit imitant la pierre.